# 勞彭
勞彭（德語：Laupen）是瑞士的城鎮，位於該國西部，由伯恩州負責管轄，2010年人口2,813，其中六成居民信奉基督教。

## 地理
劳彭位于伯恩州西部边界，森瑟河注入薩訥河的河口处。
面積4.12平方公里，海拔高度489米，每年降雨量1,002毫米。

## 历史
劳彭最早见于1130-1133年间的文献，写作Loupa。1173年，在一份法文文献中写作Loyes。1352年的拉丁文记载作Louppen。
1339年的劳彭之战是瑞士历史上的重要事件。在战斗中，伯尔尼和旧瑞士邦联联军对弗里堡取得决定性胜利。